# بيرجيت نوردين
بيرجيت نوردين (بالسويدية: Birgit Nordin)‏ هي مغنية أوبرا ومغنية سويدية، ولدت في 22 فبراير 1934 في سانغيس ‏ في السويد.

## وصلات خارجية
- بيرجيت نوردين على موقع IMDb (الإنجليزية)
- بيرجيت نوردين على موقع ميوزك برينز (الإنجليزية)
- بيرجيت نوردين على موقع ديسكوغز (الإنجليزية)
- بيرجيت نوردين على موقع قاعدة بيانات الفيلم (الإنجليزية)